# Forcipomyia forfices
Forcipomyia forfices är en tvåvingeart som beskrevs av Debenham 1987. Forcipomyia forfices ingår i släktet Forcipomyia och familjen svidknott. Inga underarter finns listade i Catalogue of Life.